# Mezzi Andreossi
Murezzan Andreossi, född 30 juni 1897 i Sankt Moritz, död 28 september 1958, var en schweizisk ishockeyspelare.
Andreossi blev olympisk bronsmedaljör i ishockey vid vinterspelen 1928 i Sankt Moritz.